# Cinclosoma castanotum
Cinclosoma castanotum е вид птица от семейство Cinclosomatidae.

## Разпространение
Видът е ендемичен за Австралия и се среща във всички щати, без Тасмания.